# Mellicta vividocolore
Mellicta vividocolore är en fjärilsart som beskrevs av Ruggero Verity 1931. Mellicta vividocolore ingår i släktet Mellicta och familjen praktfjärilar. Inga underarter finns listade i Catalogue of Life.